# Katja Weitzenböck
Katja Weitzenböck (Tokyo, 10 giugno 1967) è un'attrice austriaca naturalizzata tedesca, attiva prevalentemente in campo televisivo e teatrale.
Sul piccolo schermo, è apparsa in oltre un'ottantina di differenti produzioni, a partire dalla metà degli anni ottanta, lavorando soprattutto in vari film TV. Tra i suoi ruoli principali, figurano, tra l'altro, quello della Dott.ssa Elke Lehman nella serie televisiva Stadtklinik (1995-1997), quello di Lady Nicole Sheberton nel film TV del ciclo "Rosamunde Pilcher" Le ragioni del cuore (2011) ), quello della Dott.ssa Patricia Engel nei film TV del ciclo Engel der Gerechtigkeit  (2013), quello di Ella Kemp nella serie televisiva Paul Kemp - Alles kein Problem (2013) ), ecc.

## Biografia
Katja Weitzenböck nasce il 10 giugno 1967 a Tōkyō, in Giappone, dove i suoi genitori lavorano come ingegneri.
Nell'aprile 2015, l'attrice e i suoi due figli Lina e Henry, rispettivamente di 10 e 6 anni, si salvano da un violento incendio scoppiato nel loro appartamento di Berlino, situato al quinto piano, dopo essere stati allertati dal miagolio dei propri gatti.

## Filmografia parziale

### Cinema
- I visitatori, regia di Jean-Marie Poiré (1993)
- Toxic Affair (1993)
- Un indiano in città, regia di Hervé Palud (1994)

### Televisione
- La nave dei sogni - serie TV, 4 episodi (1986-2012)
- Les Cordier, juge et flic - serie TV, 1 episodio (1994)
- Stadtklinik - serie TV, 50 episodi (1995-1996)
- Alles außer Mord! - serie TV, 1 episodio (1996)
- Stockinger - serie TV, 1 episodio (1996)
- Seitensprung in den Tod  - film TV (1997)
- Tatort - serie TV, 3 episodi (1997-2003)
- Park Hotel Stern - serie TV (1997)
- Der Mörder in meinem Haus - film TV (1998)
- Aus heiterem Himmel - serie TV, 3 episodi (1998)
- Schalom, meine Liebe - film TV (1998)
- Il commissario Rex - serie TV, 1 episodio (1999)
- Der Mann für alle Fälle: Ein ganz gewöhnlicher Totschlag - film TV (1999)
- Jagd auf Amor - film TV (1999)
- SK Kölsch - serie TV, 10 episodi (1999-2001)
- Squadra Speciale Cobra 11 - serie TV, 1 episodio (2000)
- Die Cleveren - serie TV, 1 episodio (2000)
- Anke - serie TV, 1 episodio (2000)
- Tattoo - Il segreto sommerso - film TV (2000)
- Der letzte Zeuge - serie TV, 2 episodi (2000-2005)
- Siska - serie TV, 3 episodi (2000-2005)
- Edel & Starck - serie TV, 1 episodio (2002)
- Il commissario Zorn - serie TV, 1 episodio (2002)
- Schneemann sucht Schneefrau - film TV (2002)
- Un caso per due - serie TV, 2 episodi (2002-2012)
- Club der Träume - Türkei, Marmaris - film TV (2003)
- Club der Träume - Mexiko, Yucatan - film TV (2003)
- Im Namen des Gesetzes - serie TV, 1 episodio (2003)
- Amundsen der Pinguin - film TV (2003)
- Il commissario Herzog - serie TV, 4 episodi (2003-2010)
- Inspektor Rolle - serie TV, 1 episodio (2004)
- Die Farben der Liebe - film TV (2004)
- Die Albertis - serie TV, 14 episodi (2004-2005)
- Oltre l'oceano - film TV (2006)
- Charlotte Link: Die Täuschung - film TV (2006)
- Inga Lindström - In den Netzen der Liebe - film TV (2006)
- Stolberg - serie TV, 1 episodio (2006)
- Liebe auf den dritten Blick - film TV (2007)
- Squadra Speciale Colonia - serie TV (2007-2013)
- Im Tal der wilden Rosen - serie TV, 1 episodio (2008)
- Die Zeit, die man Leben nennt, regia di Sharon von Wietersheim – film TV (2008)
- Onde d'estate - film TV (2008)
- Toscana andata e ritorno - film TV (2008)
- Inga Lindström - Mia e le sue sorelle - film TV (2009)
- Der Bergdoktor - serie TV, 1 episodio (2010)
- Rosamunde Pilcher - Le ragioni del cuore - film TV (2011)
- Wilde Wellen - Nichts bleibt verborgen - serie TV, 4 episodi (2011)
- Die Bergretter - serie TV,  1 episodio (2011)
- La casa del coccodrillo - film TV (2012)
- Es kommt noch dicker - serie TV,  1 episodio (2012)
- Donna Leon - serie TV,  1 episodio (2013)
- Engel der Gerechtigkeit - serie TV, 5+ episodi (2013-...)
- Squadra speciale Lipsia - serie TV, 1 episodio (2013)
- Paul Kemp - Alles kein Problem - serie TV, 13 episodi (2013)
- Heiter bis tödlich - Hauptstadtrevier - serie TV, 1 episodio (2014)
- Valentine's Kiss - miniserie TV (2015)
- Guardia costiera - serie TV, 1 episodio (2015)
- Unser Traum von Kanada - miniserie TV (2016)
- Ein starkes Team - serie TV, 1 episodio (2016)
- Erzgebirgskrimi - serie TV, episodio 01x05 (2022)

## Teatro (lista parziale)
- 1993: À la Vie, F.A.C.T. Parigi, regia di S. Eigermann
- 1993: In geheimer Mission, Kleine Komödie Nürnberg, regia di M. Rassau
- 1994: Don Gil von den grünen Hosen, Festspiele Heppenheim, regia di J. Nola
- 1995: Der eingebildete Kranke, Festspiele Heppenheim, regia di J. Nola
- 1998: Der Widerspenstigen Zähmung, Burgfestspiele Dreieichenhain, regia di V. Schubert
- 2013: Paarungen, Komödie am Kurfürstendamm (Berlin), regia di Bettina Rehm
- 2015: Auf Messers Schneide (Cancun), Schloßpark-Theater (Berlin), regia di Folke Braband